# Aanslag op politieagenten in Baton Rouge op 17 juli 2016
Op 17 juli 2016 werden in Baton Rouge in Louisiana drie agenten doodgeschoten door een Afro-Amerikaanse schutter.

## Verloop
De agenten kwamen op een melding af van een zwaarbewapende man die ergens in Baton Rouge rondliep. Toen de agenten arriveerden op de plek waar de schutter werd gezien werden ze onder vuur genomen. Drie agenten overleden ter plekke en drie andere agenten raakten gewond. Een gewonde agent overleed in 2022 aan de verwondingen. De schutter werd doodgeschoten.

## Dader
De dader was een 29-jarige Afro-Amerikaanse ex-marinier uit Kansas City. Korte tijd voor de schietpartij had hij op sociale media kritiek geuit op politieagenten.

## Eerdere schietpartij
Anderhalve week voor de schietpartij in Baton Rouge werden vijf politieagenten doodgeschoten in Dallas door eveneens een Afro-Amerikaanse schutter.